# Siedenbrünzow
Siedenbrünzow (pol. Broniszów) – gmina w Niemczech,  w kraju związkowym Meklemburgia-Pomorze Przednie, w powiecie Mecklenburgische Seenplatte, wchodząca w skład Związku Gmin Demmin-Land.
Dzielnice:
- Eugenienberg
- Leppin
- Sanzkow
- Siedenbrünzow
- Vanselow
- Zachariae